# لي سونغ-مين (ممثل)
لي سونغ-مين (الكورية: 이성민) هو ممثل كوري جنوبي، ولد في 4 ديسمبر 1968 في محافظة بونغهوا في كوريا الجنوبية.

## الأعمال

### أفلام
| السنة | العنوان             | الدور         |
| ----- | ------------------- | ------------- |
| 2011  | القط                | بي-دان بابا   |
| 2013  | المحامي             | لي يون-سيوك   |
| 2016  | المدعي العنيف       | وو جونغ غيل   |
| 2018  | الجاسوس يتوجه شمالا | ري ميونغ وون  |
| 2020  | الرجل المنبوذ       | الرئيس بارك   |
| 2022  | مطاردة              | جو وون-سيك    |
| 2023  | 12.12: اليوم        | جيونغ سانغ-هو |
| 2024  | رجلان وسيمان        | كانغ جاي-بيل  |
| 2025  | لا خيار آخر         |               |

### مسلسلات
- حياة غير مكتملة
- لعبة المال[5]
- الابن الأصغر لتكتل[6]
- محقق الظل[7]
- يوم حظ دموي[8]
- الملكة التي توجت[9]

## روابط خارجية
- لي سونغ مين على موقع IMDb (الإنجليزية)
- لي سونغ مين على موقع ميتاكريتيك (الإنجليزية)
- لي سونغ مين على موقع روتن توميتوز (الإنجليزية)
- لي سونغ مين على موقع ألو سيني (الفرنسية)
- لي سونغ مين على موقع أول موفي (الإنجليزية)
- لي سونغ مين على موقع قاعدة بيانات الفيلم (الإنجليزية)
- لي سونغ مين على موقع ليتربوكسد (الإنجليزية)
- لي سونغ مين على موقع كينوبويسك (الروسية)